# Mée (Mayenne)
Mée è un comune francese di 208 abitanti situato nel sud del dipartimento della Mayenne nella regione dei Paesi della Loira.

## Storia
Durante l'Ancien Régime, il comune faceva parte del feudo della baronia angioina di Craon.

## Società

### Evoluzione demografica
Abitanti censiti